# Нехорошая квартира
«Нехорошая квартира» — квартира, в которой происходило действие романа М. А. Булгакова «Мастер и Маргарита», в том числе проходил «бал сатаны». Адрес, указанный в романе — Москва, Большая Садовая, 302-бис, пятый этаж, кв. № 50.

## Прообраз квартиры
Согласно «Булгаковской энциклопедии» Бориса Соколова, возможным прообразом нехорошей квартиры послужила квартира № 50 в доме № 10 по Большой Садовой улице в Москве, где Булгаков жил в 1921—1924 годах. Квартира эта представляла собой коммунальную квартиру коридорного типа и состояла из нескольких комнат, где жили разные семьи. Некоторые черты планировки сходны с квартирой № 34 в этом доме, где писатель проживал в августе-ноябре 1924 года. По воспоминаниям первой жены Булгакова, в квартире № 50 жила женщина, которая была прототипом Аннушки из романа.
Квартира № 50 также упоминается в других произведениях писателя: «№ 13. Дом Эльпит-Рабкоммуна», «Псалом», «Самогонное озеро», «Воспоминание…».
В 2004 году передана фонду Булгакова. Теперь там находится музей.
Описанный в романе «бал сатаны», по мнению Бориса Соколова, мог быть списан с пьяных оргий в «Дачной коммуне» Кучино, которые устраивал начальник Спецотдела ВЧК Глеб Бокий.

## Предыстория
За два года до начала действия романа из «нехорошей квартиры» за неделю загадочным образом исчезли пять жильцов и «корректный милиционер в белых перчатках», зашедший за одним из квартиросъёмщиков. Прочие жильцы дома ещё долго рассказывали невероятные легенды о произошедшем, но уже через неделю в эту квартиру вселяются директор Театра Варьете Степан Лиходеев и председатель МАССОЛИТа Михаил Берлиоз с супругами. Вскоре жёны обоих исчезают, но на этот раз не бесследно.
В книге подробное описание вышеназванных событий занимает целую страницу 7-й главы, а в сериале Владимира Бортко пьяный Лиходеев лично рассказывает эту историю какой-то женщине на ужине в «Доме Грибоедова».

## Основная сюжетная линия
С появлением Воланда в Москве Берлиоз погибает под колёсами трамвая, Лиходеева «нечистой силой» забрасывает в Ялту, а в Нехорошей квартире селится свита сатаны, и из-за этого за квартирой окончательно закрепляется плохая репутация.
В 27-й главе кот Бегемот устраивает в Нехорошей квартире пожар, из-за которого сгорает весь дом. На этом история «Нехорошей квартиры» заканчивается.

## История дома
Дом построен в 1902—1903 годах в стиле модерн. Архитекторы — Э. С. Юдицкий и А. А. Милков. Хозяин участка — меценат, владелец табачной фабрики «Дукат» Илья Давыдович Пигит. Комнаты сдавались МВЖК, а также врачам, деятелям искусства. В доме была оборудована художественная мастерская.

## Альтернативный вариант прообраза «нехорошей квартиры»
По мнению искусствоведа и культуролога Марины Колотило, существует и второй возможный прообраз «нехорошей квартиры». В Толстовском доме в Санкт-Петербурге также существует легенда о «нехорошей квартире».
Автор книги «Толстовский дом. Люди и судьбы» М. Н. Колотило в одной из статей пишет:

Нехорошая «булгаковская» квартира имела № 50, семь комнат и была расположена на пятом этаже пятиэтажного дома. По иронии нечистой силы нехорошая «толстовская» квартира имеет № 60, восемь комнат и расположена на шестом этаже шестиэтажного дома.
— Марина Колотило
В легенде о нехорошей «толстовской» квартире, записанной автором книги М. Н. Колотило со слов нескольких пожилых жителей Толстовского дома, присутствуют некоторые реальные люди и события.
Например, в книге указано:

В суровые годы великого террора 1 октября 1937 года из квартиры исчез житель — консультант Ленинградского музея и внештатный консультант штаба РККА по дальневосточным вопросам. Он никогда больше не вернулся. Как стало известно гораздо позже — его расстреляли через месяц после исчезновения из нехорошей квартиры
— Марина Колотило
В этой же книге рассказано о реальном жителе этой квартиры — знаменитом востоковеде Д. М. Позднееве, арестованном 1 октября и расстрелянном 30 октября 1937 года. На сестре Д. М. Позднеева и А. М. Позднеева — Софье Матвеевне Позднеевой был женат дядя М. А. Булгакова — протоиерей Пётр Булгаков (Булгаков Пётр Иванович). Во время посещения Ленинграда М. А. Булгаков всегда останавливался у родственников в нехорошей «толстовской» квартире, реальный номер которой 660 (в Толстовском доме у квартир трёхзначная нумерация, где первая цифра обозначает этаж).
Однако не следует путать «Легенду о нехорошей квартире» с мифическим жителем и мифическим номером 60 (являющуюся литературным вымыслом) и реальную квартиру 660. Напрямую нельзя соотносить и приравнивать литературных героев и реальных людей.
Кроме того, М. Н. Колотило в книге «Толстовский дом. Созвездие имён» показала, что Д. М. Позднеев являлся для Михаила Афанасьевича Булгакова одним из прообразов Воланда.